# پرنده‌چهره
پرنده‌چهره (نام علمی: Ornithopsis) نام یک سرده از راسته خزنده‌کفلان است.